# 247821 Coignet
247821 Coignet este o planetă minoră (asteroid), cu un diametru de 5,718 km, din centura de asteroizi. A fost descoperită pe 22 septembrie 2003 la Observatorul Regal al Belgiei⁠(d) de Thierry Pauwels⁠(d) și a fost numită după Michel Coignet⁠(d). 
Obiectul prezintă o orbită caracterizată de o semiaxă mare de 3,154580308757 UAi, o excentricitate de 0,12432742264263, o înclinație de 11,461118805456 ° în raport cu ecliptica.